# Distretto militare occidentale
Il Distretto militare occidentale (in russo Западный военный округ?, Zapadnyj voennyj okrug) è stato un distretto militare delle Forze armate della Federazione Russa con base a San Pietroburgo.
Il distretto comprendeva 26 soggetti federali della Russia: Oblast di Belgorod, Oblast di Bryansk, Oblast di Ivanovo, Oblast di Kaliningrad, Oblast di Kaluga, Carelia, Oblast di Kostroma, Oblast di Kursk, Oblast di Leningrado, Oblast di Lipeck, Mosca, Oblast di Mosca, Oblast di Nižny Novgorod, Oblast di Novgorod, Oblast di Orël , Oblast di Pskov, Oblast di Rjazan, San Pietroburgo, Oblast di Smolensk , Oblast di Tambov, Oblast di Tver, Oblast di Tula, Oblast di Vladimir, Oblast di Vologda, Oblast di Voronež, Oblast di Jaroslavl. 

## Storia
Il Distretto militare occidentale (ZVO) è stato costituito nel settembre 2010 in conformità con il decreto del Presidente della Federazione Russa del 20 settembre 2010 sulla base dei Distretti militari di Mosca e Leningrado. Il Distretto militare occidentale comprendeva anche le Flotte del Nord e del Baltico, il 1º Comando aereo (6ª Armata aerea dal 2015) e il Distretto difensivo di Kaliningrad. Con l'unione dei distretti lo ZVO ha ereditato l'Ordine di Lenin dal Distretto di Mosca.
Durante le riforme militari tra il 2008 e il 2012, l'area del Distretto militare occidentale ha ricevuto la più grande riduzione di unità e personale. Il numero di battaglioni di fucilieri e carri armati motorizzati nell'ex Distretto militare di Mosca è stato ridotto da 50 a 22.
Nel 2014 la Flotta del Nord venne trasferita al nuovo Comando Artico Congiunto. Nello stesso anno la 1ª Armata corazzata delle guardie è stata ricostituita e trasferita sotto il distretto. Nel 2016, la 3ª Divisione fucilieri motorizzata "Vistola" e la 144ª Divisione fucilieri motorizzata delle guardie "El'nja" sono state ripristinate e subordinate alla 20ª Armata combinata delle guardie del distretto.
Con l'invasione russa dell'Ucraina, il 3º Corpo d'armata è stato costituito rapidamente al fine di essere impiegato sul fronte per rimpiazzare le perdite subite dalle truppe russe. Entro l'8 agosto erano stati creati circa 40 battaglioni provenienti da 19 diverse regioni, la maggioranza dei quali al di sotto della dimensione prevista e scarsamente addestrati.
Il 1 marzo 2024 il distretto è stato sciolto e i distretti di Mosca e Leningrado sono stati ripristinati.

## Composizione del 2024

Mappa dei distretti militari russi del 2016;
Distretto militare occidentale

Distretto militare occidentale

### Forze terrestri
- 1ª Armata corazzata delle guardie
  -  2ª Divisione fucilieri motorizzata delle guardie "Taman"
  -  4ª Divisione corazzata delle guardie "Kantemirovka"
  -  47ª Divisione corazzata "Częstochowa"
  -  27ª Brigata fucilieri motorizzata delle guardie "Sebastopoli-60º Anniversario dell'URSS"
  -  288ª Brigata artiglieria "Varsavia-Brandeburgo"
  -  49ª Brigata missilistica contraerea
  -  112ª Brigata missilistica delle guardie "Novorossijsk"
  - 60ª Brigata comando
  - 69ª Brigata logistica
  -  96ª Brigata ricognizione
  - 6º Reggimento genio
  - 20º Reggimento difesa NBC
- 6ª Armata combinata
  -  25ª Brigata fucilieri motorizzata delle guardie "Sebastopoli-Fucilieri Lettoni"
  -  138ª Brigata fucilieri motorizzata delle guardie "Krasnoselo"
  -  9ª Brigata artiglieria delle guardie "Kielce-Berlino"
  - 5ª Brigata missilistica contraerea
  -  26ª Brigata missilistica "Neman"
  -  95ª Brigata comando
  - 51ª Brigata logistica
  - 6º Reggimento difesa NBC
  - 30º Reggimento genio
- 20ª Armata combinata delle guardie
  -  3ª Divisione fucilieri motorizzata "Vistola"
  -  144ª Divisione fucilieri motorizzata delle guardie "El'nja"
  -  236ª Brigata artiglieria delle guardie
  -  53ª Brigata missilistica contraerea delle guardie "Berlino"
  -  448ª Brigata missilistica "S.P. Nepobedimyj"
  - 9ª Brigata comando delle guardie
  - 152ª Brigata logistica
  - 16º Reggimento genio
- 3º Corpo d'armata
  -  6ª Divisione fucilieri motorizzata
  -  72ª Brigata fucilieri motorizzata
  - 17ª Brigata artiglieria pesante delle guardie
  - 52ª Brigata missilistica contraerea
- 44º Corpo d'armata
  -  72ª Divisione fucilieri motorizzata
  -  128ª Brigata fucilieri motorizzata
  - 104ª Brigata artiglieria
- 45ª Brigata artiglieria pesante "Svir"
- 79ª Brigata artiglieria lanciarazzi delle guardie "Novozybkov"
- 202ª Brigata missilistica contraerea
- 2ª Brigata specnaz delle guardie (GRU)
- 16ª Brigata specnaz delle guardie (GRU)
- 1ª Brigata genio guastatori delle guardie "Brest-Berlino"
- 1ª Brigata comando "Sebastopoli-50º anniversario del Komsomol"
- 15ª Brigata guerra elettronica
- 16ª Brigata guerra elettronica
- 27ª Brigata difesa NBC
- 28ª Brigata genio pontieri delle guardie
- 29ª Brigata ferroviaria "Varsavia"
- 34ª Brigata ferroviaria
- 38ª Brigata ferroviaria
- 45ª Brigata genio delle guardie "Berlino"
- 51ª Brigata logistica
- 69ª Brigata logistica
- 82ª Brigata comunicazioni "Varsavia"
- 132ª Brigata comunicazioni
- 1º Reggimento fucilieri "Semënovskij"
- 154º Reggimento comando "Preobraženskij"
- 45º Reggimento genio camuffamento
- Gruppo Operativo delle Forze Armate Russe in Transnistria
  - 82º Battaglione fucilieri motorizzato
  - 113º Battaglione fucilieri motorizzato
  - 540º Battaglione comando
- Flotta del Baltico
  -  11º Corpo d'armata
    -  18ª Divisione fucilieri motorizzata delle guardie "Insterburg"
    -  244ª Brigata artiglieria delle guardie "Neman"
    -  152ª Brigata missilistica delle guardie "Brest-Varsavia"
    -  7º Reggimento fucilieri motorizzato delle guardie "Proletariato di Mosca-Minsk"
    - 22º Reggimento missilistico contraereo delle guardie

  -  336ª Brigata fanteria di marina delle guardie "Białystok"
  - 25ª Brigata missilistica costiera
  - 69º Reggimento genio navale delle guardie "Mogilëv"

### Forze aviotrasportate
- 76ª Divisione d'assalto aereo delle guardie "Černigov"
  -  104º Reggimento d'assalto aereo delle guardie
  -  234º Reggimento d'assalto aereo delle guardie "Mar Nero-Aleksandr Nevskij"
  -  237º Reggimento d'assalto aereo delle guardie "Torun"
  -  1140º Reggimento artiglieria delle guardie
  - 4º Reggimento missilistico antiaereo della guardie

- 98ª Divisione aviotrasportata delle guardie "Svir-70º Anniversario della Rivoluzione d'Ottobre"
  -  217º Reggimento aviotrasportato delle guardie "Ivanovo"
  -  299º Reggimento aviotrasportato delle guardie
  -  331º Reggimento aviotrasportato delle guardie "Kostroma"
  -  1065º Reggimento artiglieria delle guardie
  - 5º Reggimento missilistico antiaereo della guardie

- 106ª Divisione aviotrasportata delle guardie "Tula"
  -  51º Reggimento aviotrasportato delle guardie "Dmitrij Donskoj"
  -  119º Reggimento aviotrasportato delle guardie
  -  137º Reggimento aviotrasportato delle guardie "Rjazan'-Cosacchi del Kuban"
  -  1182º Reggimento artiglieria delle guardie "Novgorod"
  - 1º Reggimento missilistico antiaereo della guardie
- 38ª Brigata comando e controllo delle guardie
- 45ª Brigata specnaz delle guardie

### Forze aerospaziali
- 1ª Armata difesa aerea e missilistica per scopi speciali

- 6ª Armata aerea "Leningrado"
  - 2ª Divisione difesa aerea
  - 32ª Divisione difesa aerea "A.I. Pokryškin"
  - 105ª Divisione aerea mista delle guardie "Borisov-Pomerania"
  - 332º Reggimento elicotteri delle guardie
  - 440º Reggimento elicotteri delle guardie

## Comandanti
Il comandante del ZVO controlla tutte le formazioni militari dei diversi reparti delle forze armate russe di stanza del distretto, ad eccezione delle forze missilistiche strategiche e delle forze di difesa aerospaziale. Le formazioni militari delle truppe interne del ministero degli Interni, le truppe di frontiera dell'FSB, del ministero delle situazioni di emergenza e altri ministeri e agenzie della Russia, che svolgono compiti nel territorio del distretto, sono anche subordinate operativamente al comandante del ZVO.
Dall'istituzione allo scioglimento del distretto i comandanti sono stati:
- Colonnello generale Valerij Gerasimov (2010) ad interim
- Colonnello generale Arkadij Bachin (2010 - 2012)
- Colonnello generale Anatolij Sidorov (2012 - 2015)
- Colonnello generale Andrej Kartapolov (2015 - 2016)
- Tenente generale Viktor Astapov (2016 - 2018) ad interim
- Colonnello generale Aleksandr Žuravlëv (2018 - ottobre 2022)[11]
- Colonnello generale Roman Berdnikov (ottobre 2022 - 13 dicembre 2023)
- Colonnello generale Sergej Kuzovlev (13 - 26 dicembre 2023)
- Colonnello generale Evgenij Nikiforov (2023 - 2024)